# Prefektura Shizuoka
Prefektura Shizuoka (jap. 静岡県 Shizuoka-ken) – prefektura  w regionie Chūbu w Japonii nad zatoką Suruga. Jej stolicą jest miasto Shizuoka.

## Historia
W latach 50. XIX wieku miasto Shimoda stało się miejscem pierwszych kontaktów z Zachodem po ponad 200 latach polityki izolacjonizmu (sakoku), prowadzonej przez siogunat rodu Tokugawa. Podpisano tu w 1854 roku pierwszy japoński traktat z obcym mocarstwem, Stanami Zjednoczonymi, a rok później – z Rosją.

## Herbata
Zielona herbata jest ważnym produktem prefektury Shizuoka. Stanowi ona ponad 40% ogólnej produkcji herbaty w Japonii. Pierwsze plantacje powstały w 1241 roku, kiedy mnich Shōichi Kokushi (1201–1280) posadził nasiona zielonej herbaty, które otrzymał w Chinach, niedaleko swojego rodzinnego miasta w dzisiejszej prefekturze Shizuoka. Na terenie głównych upraw w Makinohara stworzono Światowe Muzeum Herbaty. Oferuje ono zarówno udział w ceremoniach parzenia herbaty, jak i możliwość samodzielnego zrywania liści i przygotowywania napoju.

## Miasta[3]
Miasta prefektury Shizuoka:
| - Atami - Fuji - Fujieda - Fujinomiya - Fukuroi - Gotenba - Hamamatsu | - Higashiizu - Itō - Iwata - Izu - Izunokuni - Kakegawa - Kannami | - Kawane-Honchō - Kawazu - Kikugawa - Kosai - Makinohara - Matsuzaki - Minamiizu | - Mishima - Mori - Nagaizumi - Nishiizu - Numazu - Omaezaki - Oyama | - Shimada - Shimizu - Shimoda - Shizuoka (stolica) - Susono - Yaizu - Yoshida |

## Transport
Przez prefekturę przebiegają główne szlaki komunikacyjne Japonii.
- Kolejowy
  - Magistrala Tōkaidō JR
  - Magistrala Shinkansen
- Drogowy
  - Autostrada Tōmei
- Lotniczy
  - Od czerwca 2009 roku działa nowe lotnisko w Shizuoce Mt. Fuji International Airport.

## Galeria

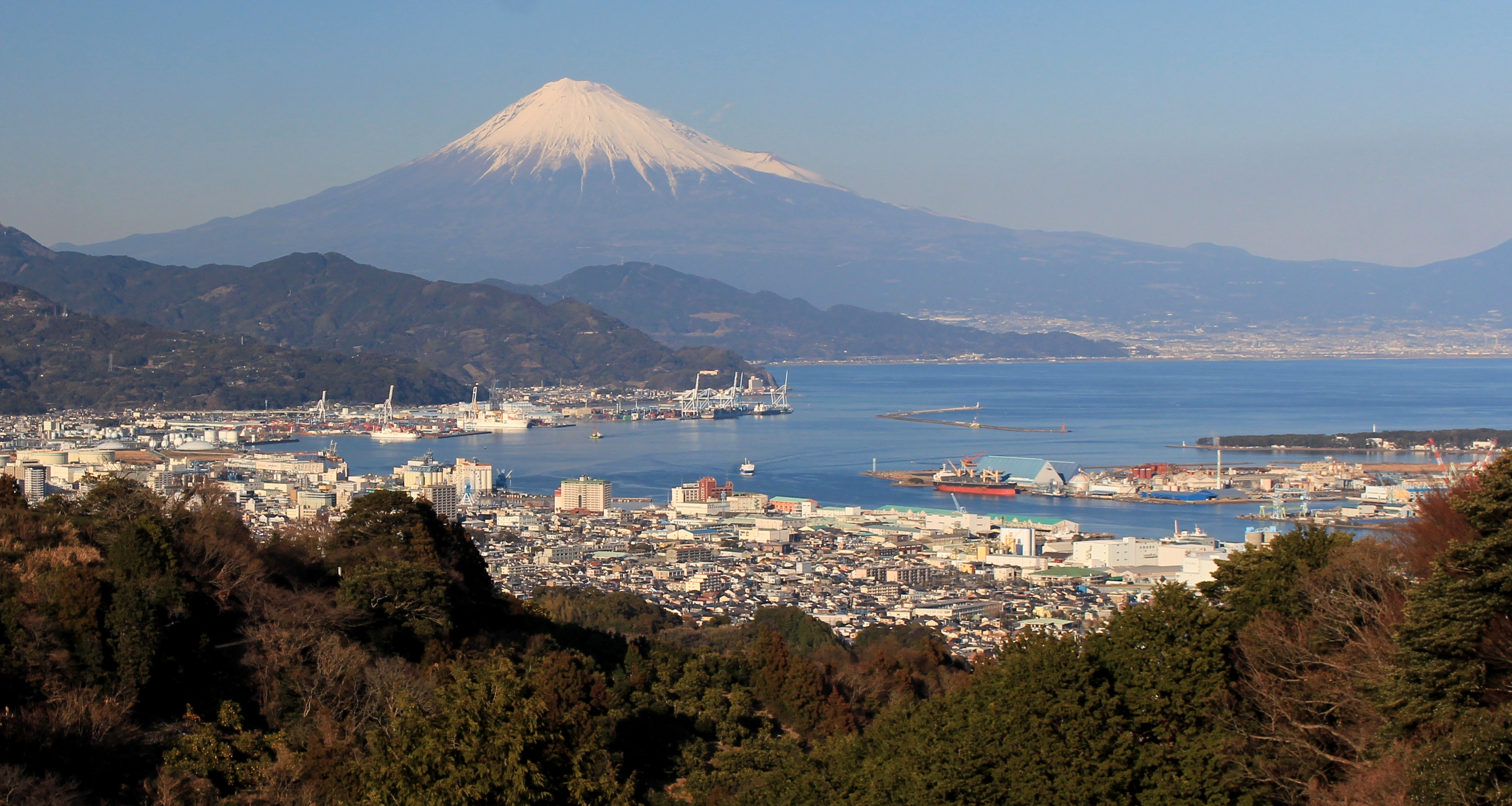
Góra Fudżi i port Shimizu
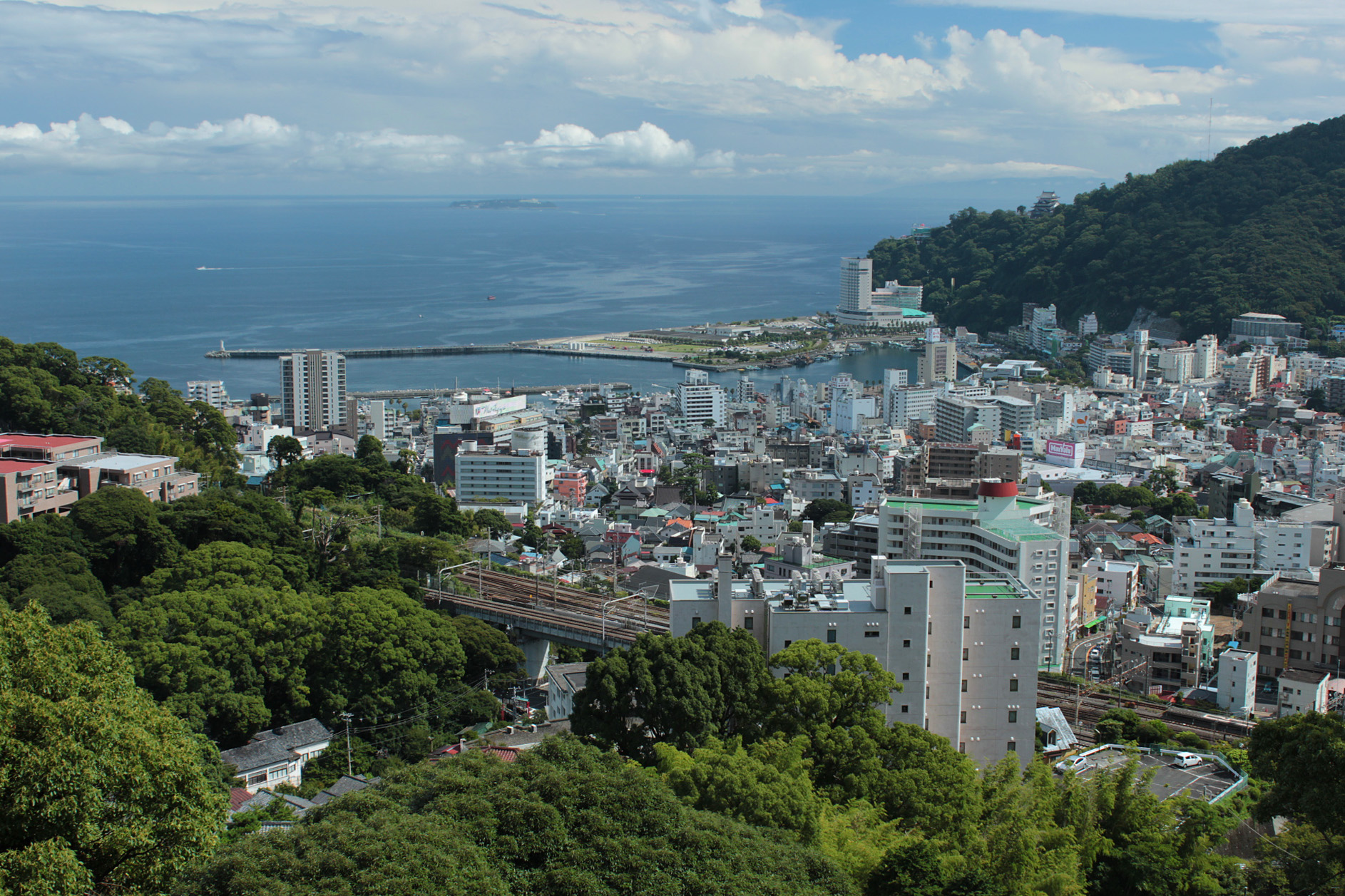
Atami
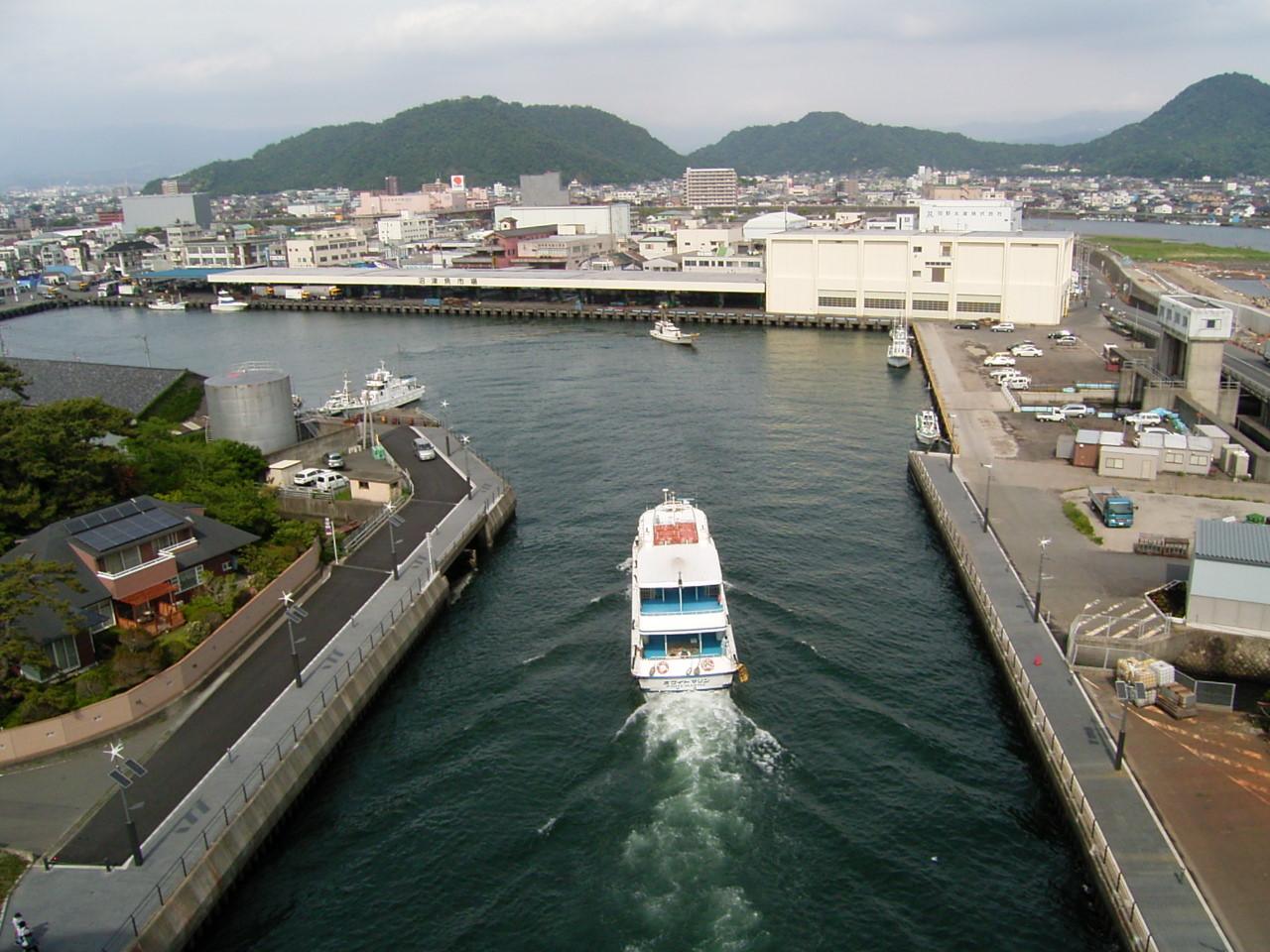
Port w Numazu
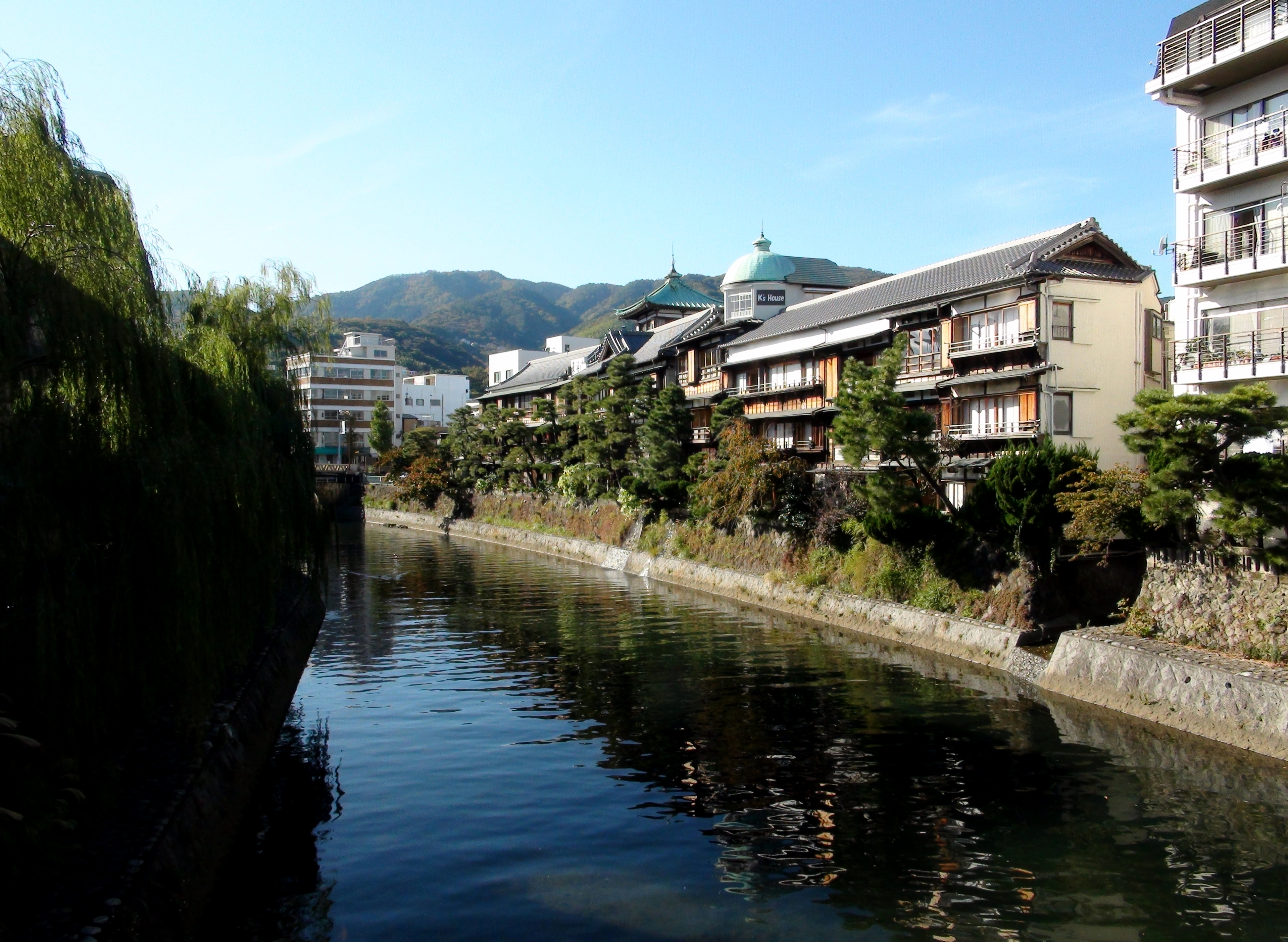
Itō
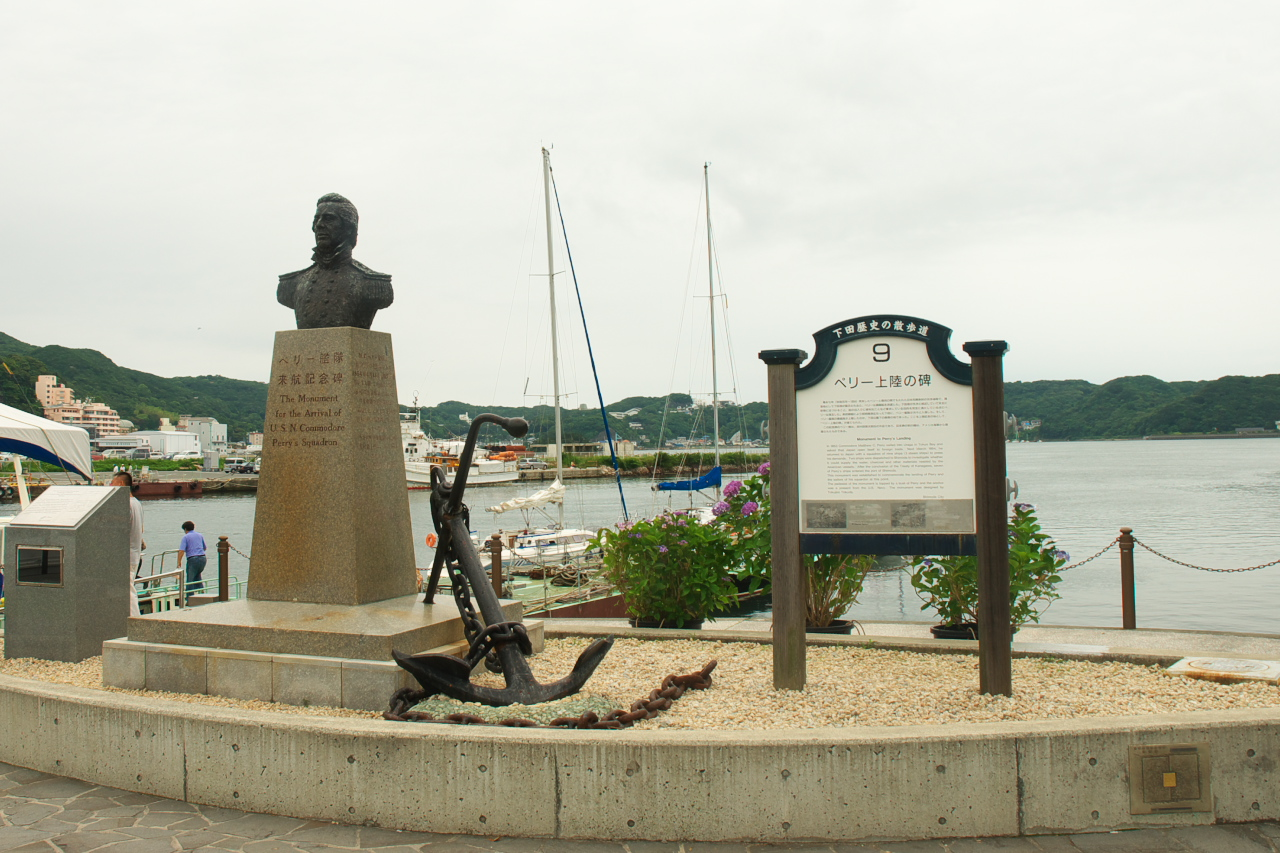
Shimoda, miejsce pierwszego wyjścia na ląd komodora Perry'ego